# Yujiang
Yujiang (余江区,  Yújiāng Qū) ist ein Stadtbezirk, der zum Verwaltungsgebiet der bezirksfreien Stadt Yingtan im Nordosten der chinesischen Provinz Jiangxi gehört. Er hat eine Fläche von 9372,8 Quadratkilometern und zählt 352.476 Einwohner (Stand: Zensus 2010). 2007 betrug die urbane Bevölkerung 355.000. Die Bevölkerungszählung des Jahres 2000 hatte eine Gesamtbevölkerung von 313.152 Personen in 83.899 Haushalten ergeben, davon 163.494 Männer und 149.658 Frauen.
Yujiang liegt in einer Entfernung von 120 Kilometern zur Provinzhauptstadt Nanchang und 25 Kilometern zum städtischen Zentrum von Yingtan. Das Territorium von Yujiang hat eine Nord-Süd-Ausdehnung von 75 Kilometern und eine West-Ost-Ausdehnung von 29 Kilometern. Das Relief ist wellig, im Norden und Süden auch hügelig, in der Mitte flach. Die wichtigsten Flüsse sind Baita He, Gutou Gang, Huangzhuang He und Huachuang Gang. Sie werden an mehreren Orten aufgestaut, wodurch  Stauseen wie der Jinbei-Stausee, der Wuhu-Stausee oder der Honghu-Stausee entstanden sind. Das Klima ist subtropisch bei einer Jahresdurchschnittstemperatur von 17,6 °C und 258 frostfreien Tagen pro Jahr. Der Januar ist mit durchschnittlich 5,2 °C der kälteste und der Juli mit durchschnittlich 29,3 °C der wärmste Monat. Es fallen pro Jahr im Schnitt 1789 Millimeter Niederschläge bei durchschnittlich 1739 Sonnenstunden pro Jahr.
Die Zhejiang-Jiangxi-Eisenbahn, die Anhui-Jiangxi-Eisenbahn sowie die Nationalstraßen 206 und 320 führen durch Yujiang.

## Administrative Gliederung
Das Territorium von Yujiang setzt sich per Ende 2018 auf Gemeindeebene aus sieben Großgemeinden und fünf Gemeinden zusammen. Diese sind:
- Großgemeinden Dengbu (邓埠镇), Jijiang (锦江镇), Huangxi (潢溪镇), Zhongtong (中童镇), Maquan (马荃镇), Huaqiao (画桥镇), Chuntao (春涛镇)
- Gemeinden Pingding (平定乡), Yangxi (杨溪乡), Honghu (洪湖乡), Huangzhuang (黄庄乡), Liujiazhan (刘家站乡)

Darüber hinaus befinden sich der Yujiang-Industriepark (余江县工业园区), der neue Bezirk Longgang (鹰潭市龙岗新区), der Forst Gaogongzhaiying (高公寨营林场), die Dengjiabu-Staatsfarm für Nassreis (邓家埠水稻原种场), die staatliche Farm für Fischzucht Yujiang (余江县水产场), der Forst Tangchaoyuan (塘潮源林场), die Staatsfarm Zhanggongqiao (张公桥农场), ein Landgewinnungsgebiet der Jugend (青年综合垦殖场) sowie die Staatsfarm Daqiao (大桥农场) auf dem Bezirksgebiet von Yujiang.
Der Sitz der Regierung von Yujiang befindet sich in der Großgemeinde Dengbu.
Auf der Dorfebene setzen sich obengenannte Verwaltungseinheiten aus 23 Einwohnergemeinschaften und 116 Dörfern zusammen.